# Vierte Verordnung über Ausnahmen von den Vorschriften der Fahrerlaubnis-Verordnung
Die Vierte Verordnung über Ausnahmen von den Vorschriften der Fahrerlaubnis-Verordnung bestimmt, dass abweichend von der Vorschrift des § 6 der deutschen Fahrerlaubnis-Verordnung die Fahrerlaubnis der Klasse B auch zum Führen von Kraftfahrzeugen mit einer zulässigen Gesamtmasse von mehr als 3500 kg bis zu 4250 kg berechtigt, sofern die Fahrzeuge elektrisch angetrieben und im Gütertransport eingesetzt werden und der Fahrer an einer zusätzlichen Fahrzeugeinweisung teilgenommen hat.
Zur Durchführung der Fahrzeugeinweisung sind Inhaber einer Fahrlehrererlaubnis der Klasse BE berechtigt, sowie Fahrzeughersteller und Fuhrparkhalter, sofern diese die Einweisung durch eine Person durchführen lassen, die das 30. Lebensjahr vollendet hat, seit mindestens fünf Jahren im Besitz der Klasse C1 ist, zum Zeitpunkt der Einweisung nicht mehr als einen Punkt im Fahreignungsregister hat, und Erfahrung im Führen von Elektrofahrzeugen der Klasse C1 hat.
Im Rahmen der Einweisung, die mindestens fünf Stunden Unterricht umfasst und einen theoretischen und einen praktischen Teil beinhaltet, sollen den Teilnehmern die besonderen Fahreigenschaften der Fahrzeuge aufgrund des Antriebs und des Gewichts, antriebsbezogene Gefahren, das Verhalten bei Störungen, energiesparende Fahrweise und das Laden der Batterien vermittelt werden. Über die Teilnahme an der Einweisung wird den Teilnehmern eine Teilnahmebescheinigung ausgestellt, mit der diese bei der zuständigen Stelle den Eintrag der Schlüsselzahl 192 in den Führerschein als Nachweis der Berechtigung beantragen.
Die Vierte Verordnung über Ausnahmen von den Vorschriften der Fahrerlaubnis-Verordnung wurde vom Bundesministerium für Verkehr und digitale Infrastruktur erlassen. Sie trat am 31. Dezember 2014 in Kraft und ist bis zum Ablauf des 31. Dezember 2019 befristet.